# Cavtat
Cavtat, en français Vieux-Raguse (en Italien Ragusa Vecchia, en latin Epidaurus), est une localité de Croatie situé dans la municipalité de Konavle, dans le comitat de Dubrovnik-Neretva à 20 km au sud de Dubrovnik. Au recensement de 2001, le village comptait 2 015 habitants. Son nom antique est Επίδαυρος, francisé en  Épidaure.

## Histoire
Cavtat a occupé une place primordiale dans l'histoire de la région. Fondée par les Grecs de Corinthe au VIe siècle avant J.-C., la colonie d'Epidauros fut conquise par les Romains en 228 av. J.-C. et fut renommée Civitas Vetus ce qui donnera le nom de Cavtat. On peut découvrir sous la mer les vestiges de la cité antique. L'arrivée des Slaves au VIIe siècle provoqua le déclin de la ville mais les survivants se réfugièrent sur un îlot rocheux appelé Laus proche de la côte, à 20 km plus au nord à Dubrovnik.
Depuis quelques années, Cavtat s'est développée avec le tourisme. La ville comporte de nombreux édifices de l'époque de la république de Raguse (Dubrovnik). Celle-ci a fait construire la vieille ville de Cavtat suivant le projet urbanistique qu'elle avait élaboré. La plupart des monuments historiques appartiennent au style Renaissance, avec des traces du style gothique : palais du Capitaine, fortifications, enceinte fortifiée de la ville, places, église Saint-Nicolas, église Notre-Dame-de-Cavtat et couvent des Franciscains.

## Personnalités liées
- Vlaho Bukovac, né Biagio Faggioni, peintre croate né le 5 juillet 1855 à Vieux-Raguse/Cavtat[1] et mort le 23 avril 1922 à Prague.